# Batocnema cocquereli
Batocnema cocquereli är en fjärilsart som beskrevs av Jean Baptiste Boisduval 1875. Batocnema cocquereli ingår i släktet Batocnema och familjen svärmare. Inga underarter finns listade i Catalogue of Life.